# ジョン・ハイズマン
ジョン・ハイズマン（Jon Hiseman、1944年6月21日 - 2018年6月12日）は、イングランド・ロンドン出身のロック・ミュージシャン、ドラマー、音楽プロデューサー。
プログレッシブ・ロック・バンド「コロシアム」のリーダーとして知られる。

## 経歴

### ジャズ・ロック活動
幼少の頃から楽器を習い、ハイスクール時代にデイヴ・グリーンスレイド（オルガン）やトニー・リーヴス（コントラバス）等と共にアマチュア・バンドを組むなど、ドラマーとして活動開始。
1964年頃から、リーヴス等と共にジャズ・ミュージシャンとしてプロ活動を始め、ニュー・ジャズ・オーケストラなど複数のジャズ・バンドに参加する。1966年、ジンジャー・ベイカーの後任として「グレアム・ボンド・オーガニゼーション」に加入し、ディック・ヘクストール＝スミス（サクソフォーン）と同僚になる。
1967年頃には、「クレイジー・ワールド・オブ・アーサー・ブラウン」「マイク・テイラー」「デイヴィ・グレアム」「ジャック・ブルース」等のシングルやアルバムに、録音やセッションで参加。1968年、「ジョン・メイオール&ザ・ブルースブレイカーズ」に加入し、メイオール、リーヴス（ベース）、ヘクストール＝スミス、ミック・テイラー（ギター）と『ベア・ワイヤーズ』を発表した。

### リーダーバンド結成
1968年夏、上述の知己であるリーヴス、グリーンスレイド、ヘクストール＝スミスらと、プログレッシブ・ロックバンド「コロシアム」を結成。
コロシアムの解散後は、アラン・ホールズワースらと「テンペスト」、ゲイリー・ムーアらと「コロシアムII」を結成して、ハード・ロック / フュージョンの領域に進出。1970年代後半からは、ジャズ・フュージョンバンド「ユナイテッド・ジャズ+ロック・アンサンブル」に加入し、長年にわたって活動する。

### プロデュース・ソロ活動 - 死去まで
1970年代から音楽プロデューサーも担当するようになり、同年代末からソロ・アルバムや妻バーバラ・トンプソン（サクソフォーン）のプロジェクトなどを手がけた。

各活動と並行して、1994年にコロシアムを再結成。
2004年には死去したヘクストール＝スミスの後任に妻トンプソンを迎えた。2007年にメンバーとして来日。2015年を最後にコロシアムの活動を終了した。
2018年6月12日、脳腫瘍のため死去。享年73歳。

## 人物

### スタイル・使用楽器
ジャズ・ドラマーとしてのテクニックとロックのパワフルさを合わせ持ち、その速度、タイム感覚の正確さと、巧みな4Way Controlが生み出すドラム・サウンドを持ち味とする。
近年はパール製のドラムセットを使用し、シンバルメーカーはパイステ製が確認されている。

### 家族
妻はサクソフォーン奏者で後期コロシアムのメンバーでもあるバーバラ・トンプソン（Barbara Thompson）、娘はシンガーソングライターのアナ・グレーシー（Ana Gracey Hiseman）。

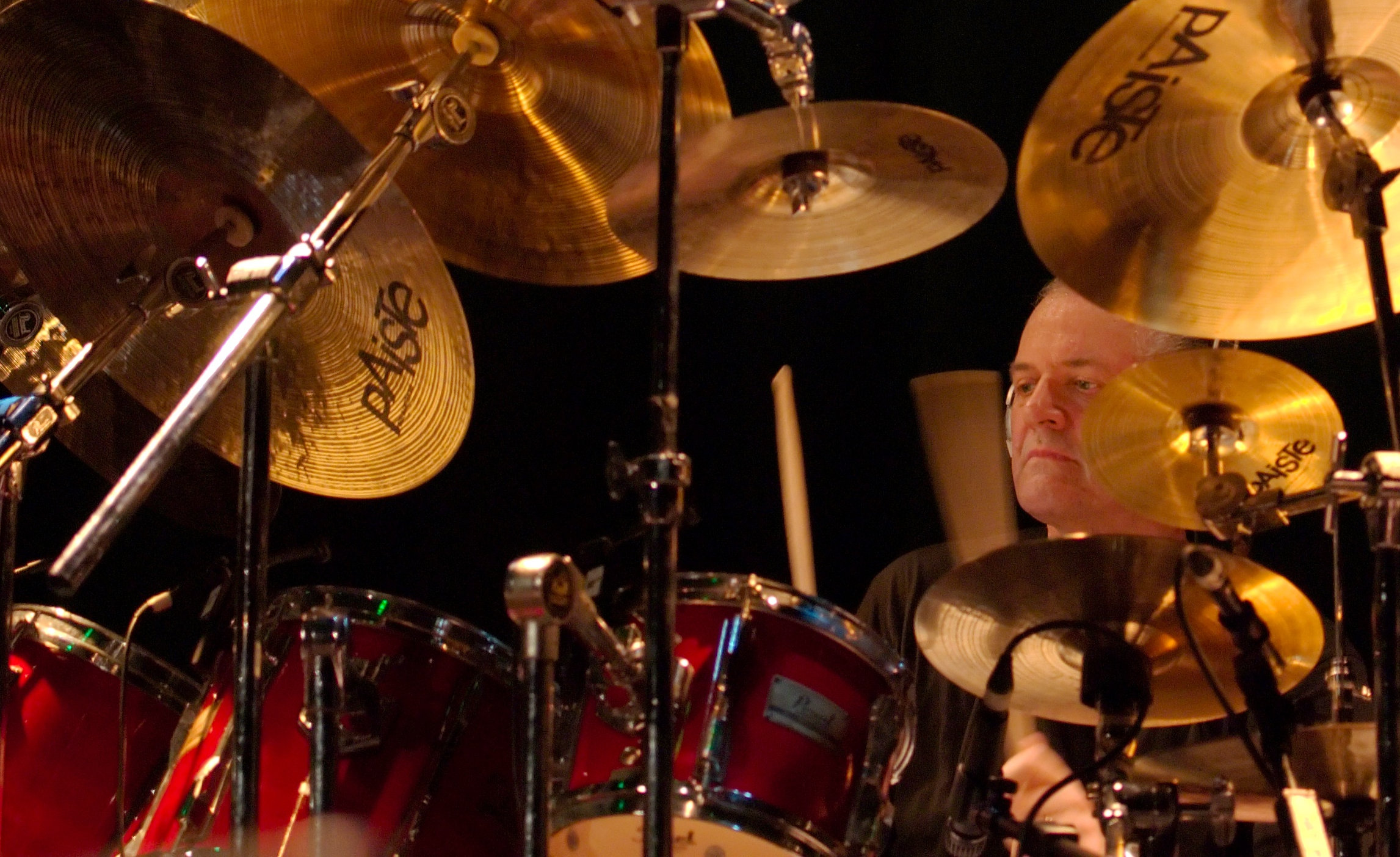
パール製のドラムセット（2007年4月）
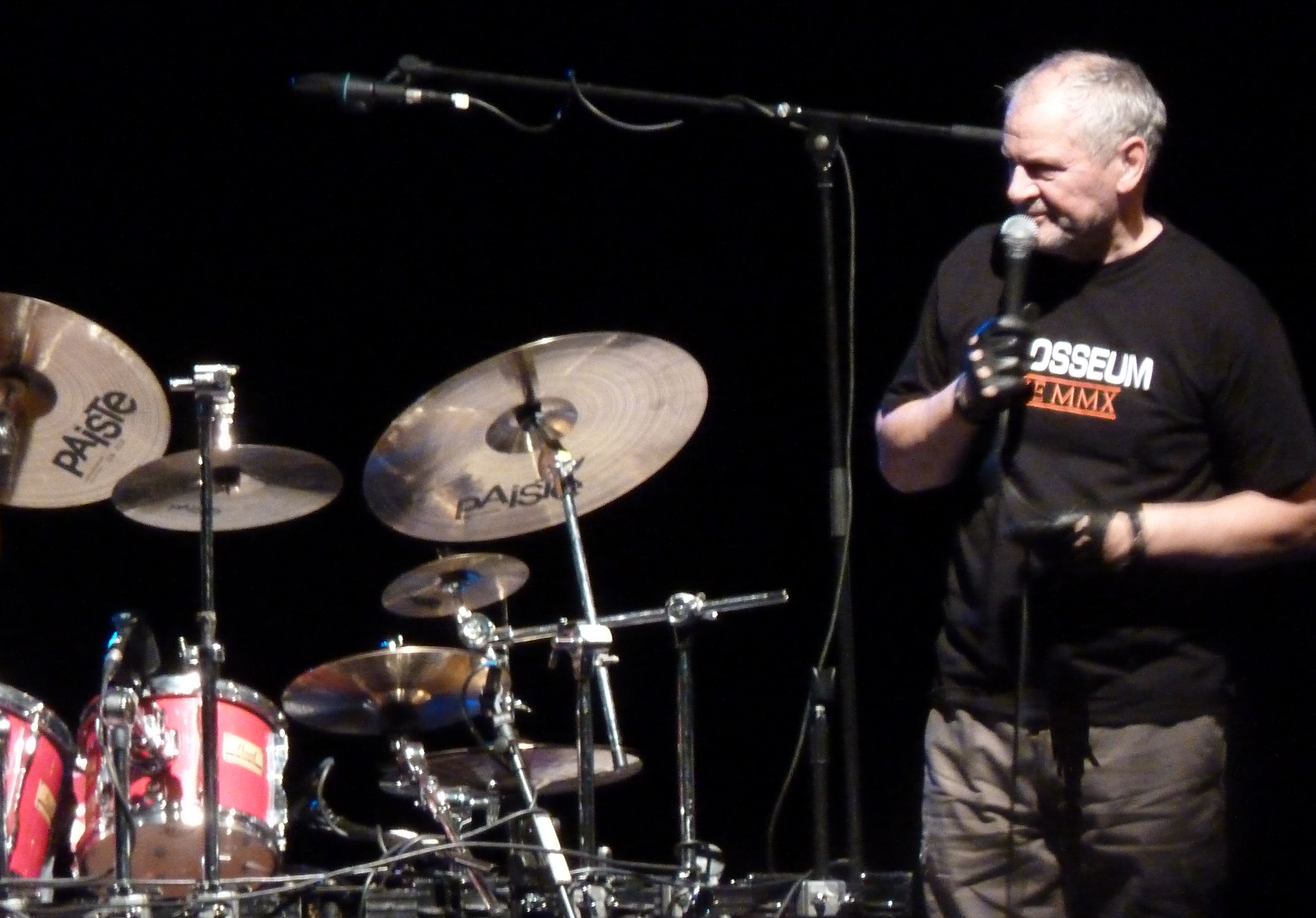
パイステ製のシンバル（2010年）
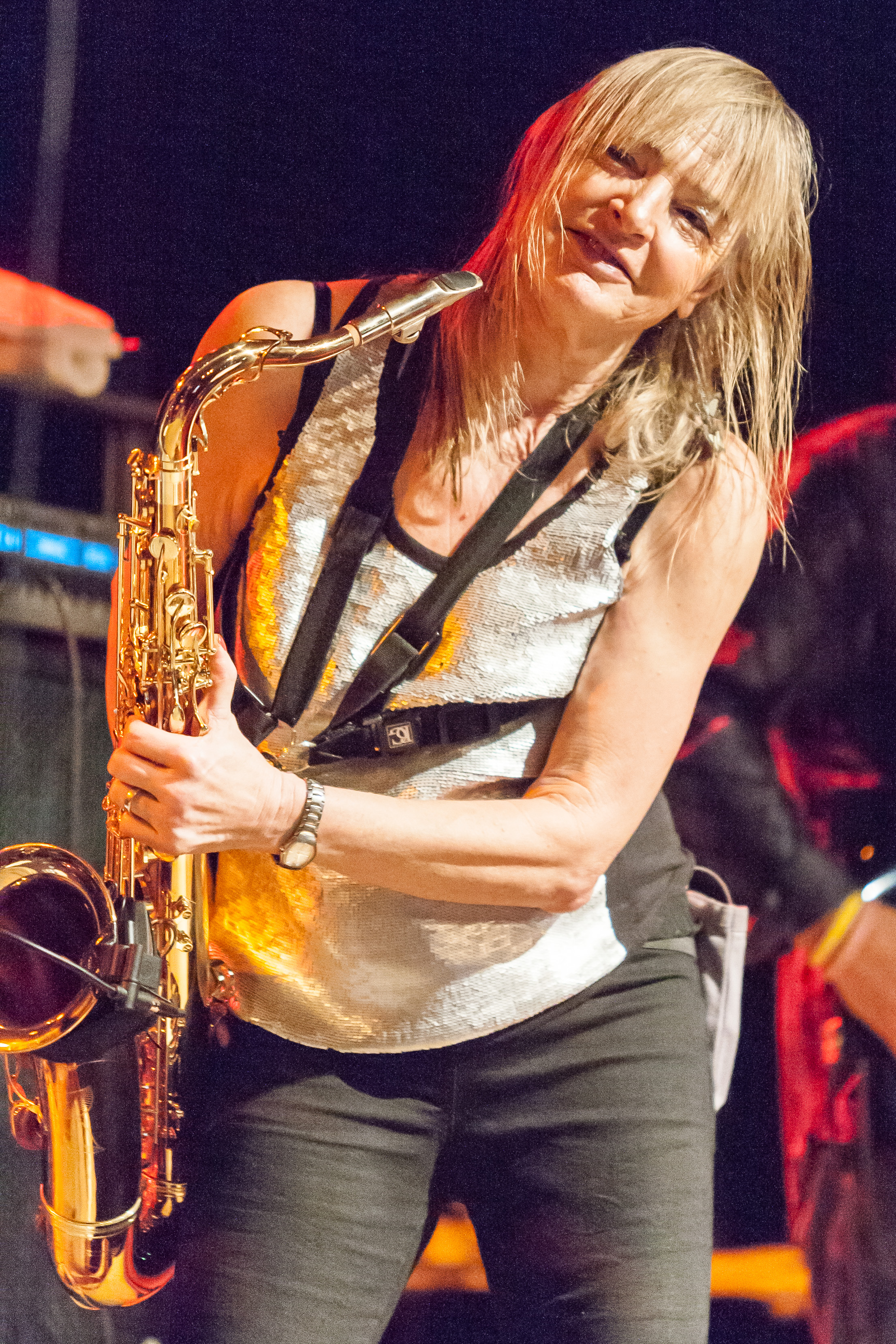
妻バーバラ・トンプソン（2010年）

## ディスコグラフィ

### ソロ・アルバム
- A Night in the Sun (1982年)
- Ganz Schön Heiss, Man! (1986年) ※英題：About Time Too!

### 参加アルバム
ニュー・ジャズ・オーケストラ
- Western Reunion London 1965 (1965年)
- Le Déjeuner Sur L'Herbe (1969年)
- Camden '70 (2008年)

ピーター・レマー
- 『ローカル・カラー』 - Local Colour (1968年)

マイク・テイラー
- Pendulum (1966年) ※Mike Taylor Quartet
- Trio (1966年) ※Mike Taylor Trio
- Remembered (2007年)

ハワード・ライリー
- 『ディスカッションズ』 - Discussions (1967年)

デイヴィ・グレアム
- Large as Life and Twice as Natural (1968年)

ジョン・メイオール&ザ・ブルースブレイカーズ
- 『ベア・ワイヤーズ』 - Bare Wires (1968年)

ジャック・ブルース
- 『ソングス・フォー・ア・テイラー』 - Songs for a Tailor (1969年)
- 『シングス・ウィー・ライク』 - Things We Like (1970年)
- 『ハーモニー・ロウ』 - Harmony Row (1971年)

コロシアム
- 『コロシアム・ファースト・アルバム』 - Those Who Are About to Die Salute You (1969年)
- 『ヴァレンタイン組曲』 - Valentyne Suite (1969年)
- 『グラス・イズ・グリーナー』 - The Grass Is Greener (1970年) ※アメリカのみ発売
- 『ドーター・オブ・タイム』 - Daughter of Time (1970年)
- Bread & Circuses (1997年)
- Tomorrow's Blues (2003年)
- 『タイム・オン・アワ・サイド』 - Time on Our Side (2014年)

テンペスト
- 『テンペスト』 - Tempest (1973年)
- 『眩暈』 - Living In Fear (1974年)

コロシアムII
- 『ストレンジ・ニュー・フレッシュ』 - Strange New Flesh (1976年)
- 『エレクトリック・サヴェイジ』 - Electric Savage (1977年)
- 『ウォーダンス』 - War Dance (1977年)

ユナイテッド・ジャズ+ロック・アンサンブル
- Live Im Schützenhaus (1977年)
- Teamwork' (1978年)
- The Break Even Point (1979年)
- Live in Berlin (1981年)
- United Live Opus Sechs (1984年)
- Highlights (1984年)
- Round Seven (1987年)
- Na Endlich! (1992年)
- Highlights II (1994年)
- Die Neunte Von United (1996年)
- The UJRE plays Albert Mangelsdorff (1998年)
- X (1999年)
- The UJRE plays Wolfgang Dauner (2002年)
- The UJRE plays Volker Kriegel (2002年)

バーバラ・トンプソン
- Barbara Thompson's Paraphernalia (1978年) など、妻のプロジェクトに多数参加

Shadowshow
- Shadowshaw (1983年)

### プロデュース・アルバム
イアン・カー / ニュークリアス
- 『ベラドナ』 - Belladonna (1972年)
- Snakehips Etcetera (1975年)

ディック・ヘクストール＝スミス
- A Story Ended (1972年)

バーバラ・トンプソン
- Barbara Thompson's Paraphernalia (1978年)
- Ggosts (1982年)
- Heavenly Bodies (1986年)
- Songs From The Center Of The Earth (1991年)
- Barbara Song (1995年)

クリス・ファーロウ
- As Time Go By (1996年)